# Halicometes koreana
Halicometes koreana är en svampdjursart som först beskrevs av Rho och Thomas Robertson Sim 1979.  Halicometes koreana ingår i släktet Halicometes och familjen Tethyidae. Inga underarter finns listade i Catalogue of Life.